# Burgeroorlog in de Centraal-Afrikaanse Republiek
De burgeroorlog in de Centraal-Afrikaanse Republiek is een conflict dat op 10 december 2012 startte nadat een viertal rebellengroepen, gezamenlijk opererend onder de naam Seleka, een opmars inzette naar Bangui en onderweg enkele belangrijke steden wist te veroveren. Het doel van de rebellen was het aftreden van president François Bozizé.
Op 11 januari 2013 werd bekend dat, nadat de rebellen nog enkele steden hadden veroverd, er een akkoord was bereikt over een wapenstilstand. In het akkoord stond dat:
- Bozizé tot zijn ambtstermijn afloopt in 2016 aan de macht bleef,
- De oppositie een minister in de regering leverde,
- Er een algehele wapenstilstand kwam.

In maart 2013 braken de rebellen het akkoord echter omdat ze vonden dat hun eisen onvoldoende ingewilligd waren. Het gevolg was dat op 24 maart 2013 de hoofdstad Bangui door de rebellen werd veroverd. Nadat de hoofdstad veroverd was, ontvluchtte president Bozizé het land en nam Michel Djotodia de macht over. In september hief hij Seleka officieel op, maar veel rebellen weigerden zich te laten ontwapenen. Hoewel veel rebellen de milities formeel verlieten begonnen velen te plunderen en dorpen plat te branden. De milities, die veelal islamitisch zijn, vielen vooral christelijke dorpen aan, waarop christenen (die de meerderheid van de bevolking vormen in de Centraal-Afrikaanse Republiek) moslims begonnen aan te vallen. Op 19 november 2013 waarschuwden de Verenigde Naties voor een dreigende genocide.
Op 21 november 2013 werd bekend dat voormalig kolonisator Frankrijk troepen zou sturen, omdat daar volgens minister Laurent Fabius 'bijna volkerenmoord wordt gepleegd'. Op 5 december 2013 nam de VN-Veiligheidsraad een resolutie aan die toestond dat Frankrijk zich aansloot bij de al aanwezige vredesmacht van de Afrikaanse Unie. Het doel van de Fransen was het herstellen van de rust en de milities te ontwapenen.
Op 16 december 2013 werd bekend dat er een hongercrisis dreigde in de Centraal-Afrikaanse Republiek. Hoewel het door het Franse ingrijpen een stuk rustiger was geworden, waren veel mensen in het land moeilijk te bereiken.
In januari 2014 was de burgeroorlog dermate uit de hand gelopen dat de helft van de bevolking inmiddels hulp nodig had; in de hoofdstad Bangui waren zelfs 513.000 mensen uit hun huis verdreven. De Belgisch-Limburgse katholieke bisschop van Kaga Bandoro, Bert Vanbuel omschreef het conflict als een godsdienstoorlog tussen christenen en moslims.
Op 10 januari 2014 werd bekend dat president Michel Djotodia en premier Nicolas Tiangaye op aandringen van buurlanden waren opgestapt, nadat ze er niet in waren geslaagd een einde te maken aan het geweld. Op 10 april 2014 besloot de VN-Veiligheidsraad een vredesmacht naar de Centraal-Afrikaanse Republiek te sturen om de bevolking te beschermen. Tiangayes opvolger André Nzapayéké trad in 2014 af, wegens het afbreken van de vredesonderhandelingen in Brazzaville. Hij werd opgevolgd door Mahamat Kamoun, de eerste moslim premier van het land.
In mei 2015 vond een nationale verzoeningsconferentie plaats. Het resultaat was een pact voor vrede, nationale verzoening en wederopbouw, en de ondertekening van een overeenkomst tussen negen of tien gewapende groepen.
In september 2015 werden in Bangui ten minste 42 mensen gedood en honderd gewond, toen moslims een christelijke buurt aanvielen nadat een moslim man vermoord was en op straat gedumpt. In de chaotische toestand ontsnapten meer dan honderd gevangenen uit de Nagaragbagevangenis, waaronder leden van zowel christelijke als moslim milities.
Eind oktober 2016 meldde de Verenigde Naties dat vijfentwintig mensen gedood waren in twee dagen van geweld tussen ex-Seleka en de anti-Balaka in Bambari. Vier dagen later kondigde Frankrijk aan dat het zijn vredesmissie beëindigde en zijn troepen terugtrok, en dat de operatie een succes was.
In 2017 escaleerde het sektarische geweld opnieuw. De VN-noodhulpcoördinator waarschuwde op 23 augustus 2017 voor genocide door christelijke milities. In  november 2018 sloeg Unicef alarm: anderhalf miljoen kinderen zouden afhankelijk zijn van noodhulp.
Op 3 februari 2019 sloten de regering en veertien milities een vredesakkoord tijdens onderhandelingen in de Soedanese hoofdstad Khartoem.